# پرچم کارولینای جنوبی
پرچم کارولینای جنوبی در ۳ فوریه ۲۰۱۴ پذیرفته شد.